# 海耶斯和葉汀聯足球會
海耶斯和葉汀聯足球會（英語：Hayes & Yeading United Football Club）是一支暫時位於英格蘭東南部伯克郡梅登黑德的足球俱樂部，目前於英格蘭足球南部聯賽超聯組南角逐。
球隊於2007年5月28日正式成立，由海耶斯（Hayes F.C.，1909年成立）和葉汀（Yeading F.C.，1960年成立）合併組成。

## 榮譽
- 英格蘭足球議會南部聯賽
  - 附加賽冠軍：2008/09年；

## 外部連結
- Official website （页面存档备份，存于）
- Hayes & Yeading United@Football Club History Database